# Чекушкина, Лолита Васильевна
Лолита Васильевна Чекушкина (род. 1965) — советский и российский композитор и педагог; член Союза композиторов России с 1996 года.

## Биография
Родилась 24 сентября 1965 года в Чебоксарах.
С 1972 по 1980 год училась по классу фортепиано в Детской музыкальной школе им. С. Максимова в Чебоксарах. Затем окончила Чебоксарское музыкальное училище имени Ф. П. Павлова (класс А. Г. Васильева) в 1984 году и Нижегородскую государственную консерваторию имени М. И. Глинки (класс профессора Б. С. Гецелева) в 1989 году.
По окончании консерватории, с 1989 по 2000 год Лолита Чекушкина заведовала музыкальной частью Русского драматического театра Чувашии, одновременно в 1993—1997 годах являлась преподавателем композиции в Чувашском лицее-интернате им. Г. С. Лебедева. С 2001 года — преподаватель музыкально-теоретических дисциплин в Новочебоксарской детской школе искусств.
Лолита Васильевна является автором поэмы-каприччио «Сновидения» для симфонического оркестра (1989), «Постскриптума памяти Георгия Степанова» для камерного оркестра (1999), концерта-фантазии для женского голоса и камерного оркестра (1994), детских фортепианных пьес, сольных и хоровых песен, музыки к спектаклям, а также вокальных и инструментальных обработок. Её балет «Зора» был поставлен в Чувашском государственном театре оперы и балета в 1998 году. Также она создала ряд сочинений для Чувашского государственного ансамбля песни и танца.
В 2011 году Л. В. Чекушкиной было присвоено звание «Заслуженный деятель искусств Чувашской Республики». В 2012 году она стала лауреатом Государственной премии Чувашской Республики в области литературы и искусства. В 2014 году — победитель конкурса на грант Главы Чувашской Республики для поддержки инновационных проектов в сфере культуры и искусства. Лауреат премии Республиканского конкурса театрального искусства «Чĕнтĕрлĕ чаршав» (2001, 2008, 2009, 2010, 2013, 2018). Также является лауреатом различных всероссийских и международных фестивалей.